# Nicola Legrottaglie
Nicola Legrottaglie (n. 20 octombrie 1976, Gioia del Colle, Italia) este un  fost fotbalist italian și actual asistent la Cagliari.

## Biografie
Tatăl lui, Peter, este lucrător comercial, în timp ce mama Lucia este casnică. Are o soră, Celeste. Are o diplomă de masterat în limbi străine, materia lui preferată fiind limba engleză.

## Cariera
Cariera de fotbal și-a început-o la opt ani la echipa Inter Club Mottola, în rolul de mijlocaș central. Cei trei antrenori care l-au ajutat îndrumat spre o carieră în fotbal au fost Rogante, Lentini și Greco. Odată ajuns la Pistoiese, antrenorul de atunci, Catuzzi i-a observat calitățile defensive și l-a folosit ca un fundaș central. S-a făcut remarcat la AC ChievoVerona, de unde a venit la Juventus în anul 2003, însă nu a reușit să se acomodeze imediat, astfel că a fost împrumutat în două rânduri la Bologna și Siena. Revenit la Torino, Legrottaglie s-a impus în apărarea gândită de Ranieri și este unul dintre oamenii de bază ai lui Juve. A adunat până acum 89 de prezențe sub culorile Bătrânei Doamne și a reușit cinci goluri. Amintirea lui cea mai frumoasă în tricoul lui Juventus este victoria din Supercupa Italiei în 2003, iar în ceea ce privește Squadra Azzurra Nicola și-a reamintit primul său gol pentru națională.

## Palmares
Juventus
- Supercoppa Italiana: 2003
- Serie B:2006–07
- Coppa Italia: Finalist 2003–04

Milan
- Serie A: 2010–11